# Laukath
Laukath (en népalais : लौकट) est un comité de développement villageois du Népal situé dans le district de Sarlahi. Au recensement de 2011, il comptait 6 737 habitants.